# Каштан Петра Могили
Каштан Петра Могили — найстаріший гіркокаштан  Києва. Названий на честь Митрополита  Петра Могили, який за легендою його посадив. Станом на 2011 рік висота дерева − 25 м, обхват стовбура 4,15 м. Надзвичайно красивим дерево стає на початку травня, коли суцільно покривається великими білими квітами. У 1994 р. каштан освячений настоятелем  Троїцької церкви отцем Мирославом, і в цьому ж році, за ініціативи  Київського еколого-культурного центру, отримав статус ботанічної  пам'ятки природи. Біля дерева встановлено охоронний знак. У 2012 р. Київським еколого-культурним центром було проведено лікування дерева, що полягало у фіксуванні капроновими канатами на великій висоті скелетних гілок. Каштан росте в Києві за адресою вул. Китаївська, буд. 15/8, біля Троїцької церкви.

## Галерея

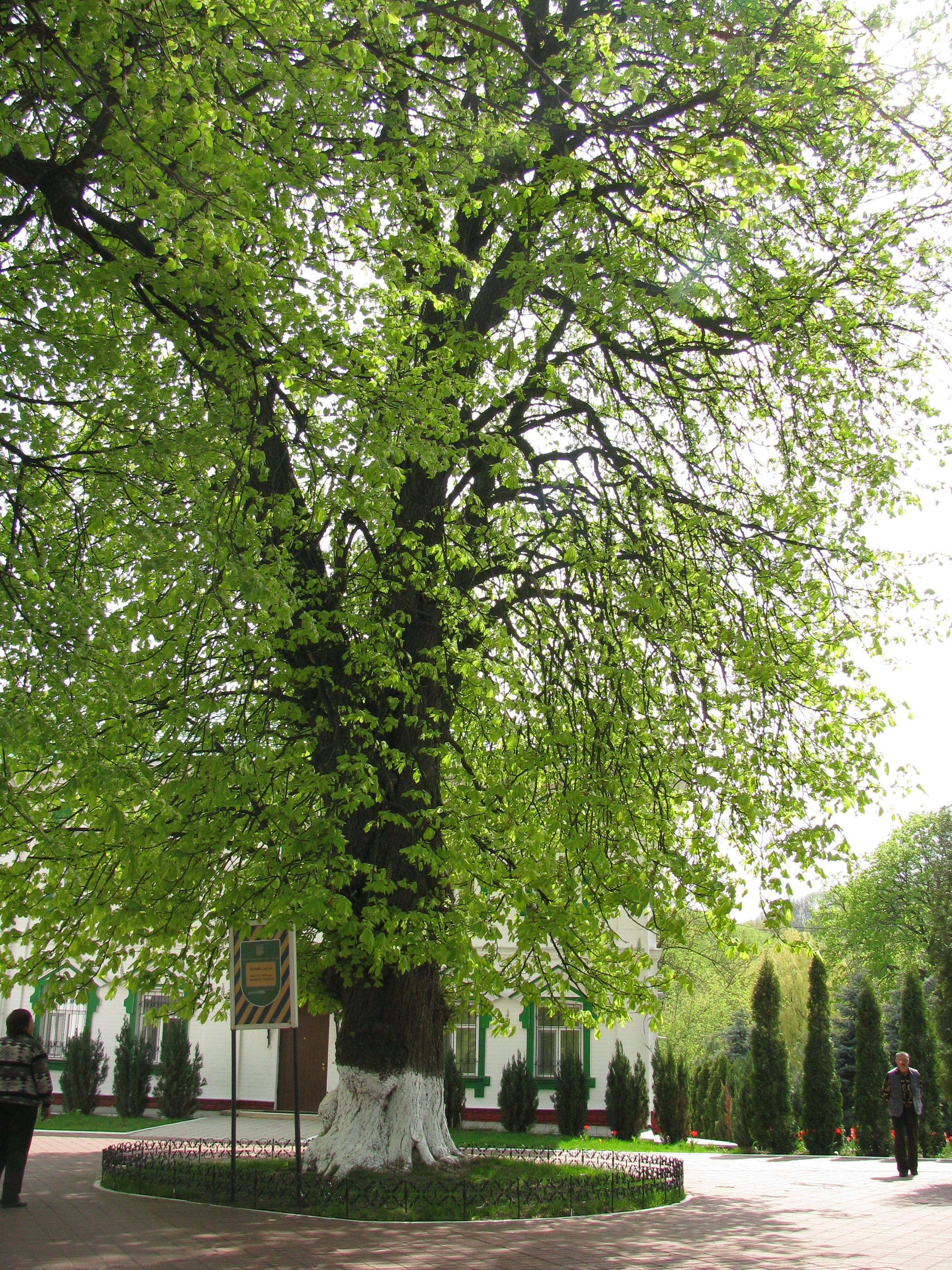
28 вересня 2007 р. Іще з табличкою
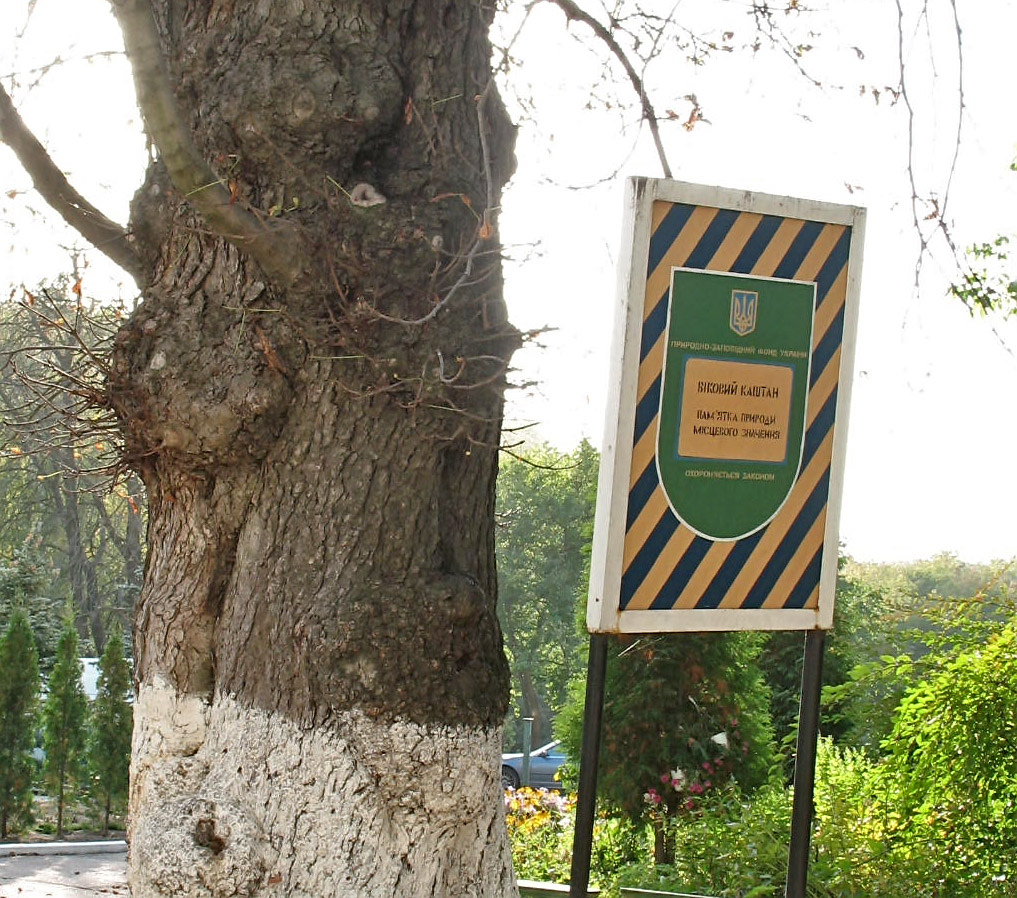
Табличка (зараз відсутня)
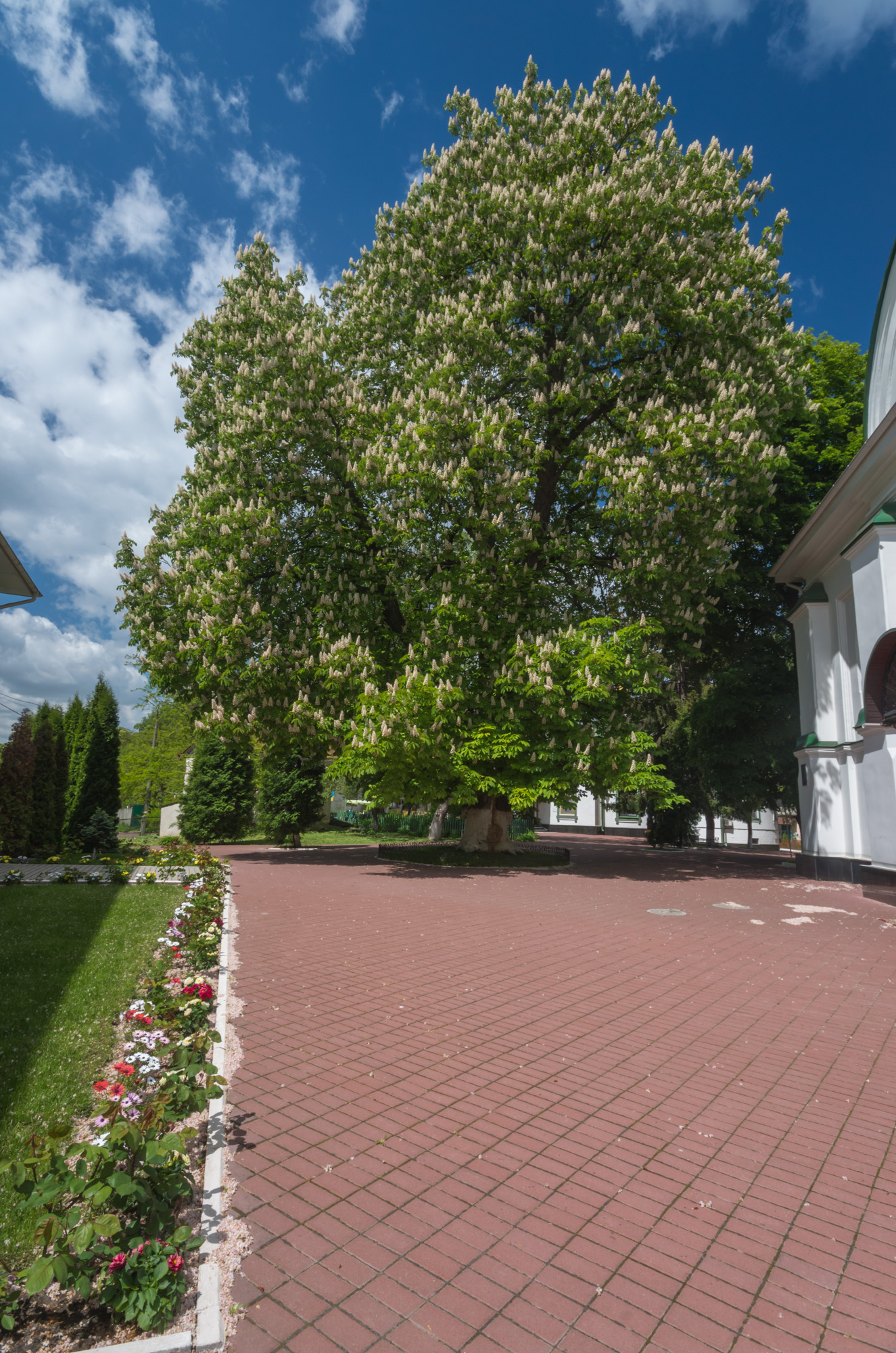
Квіти
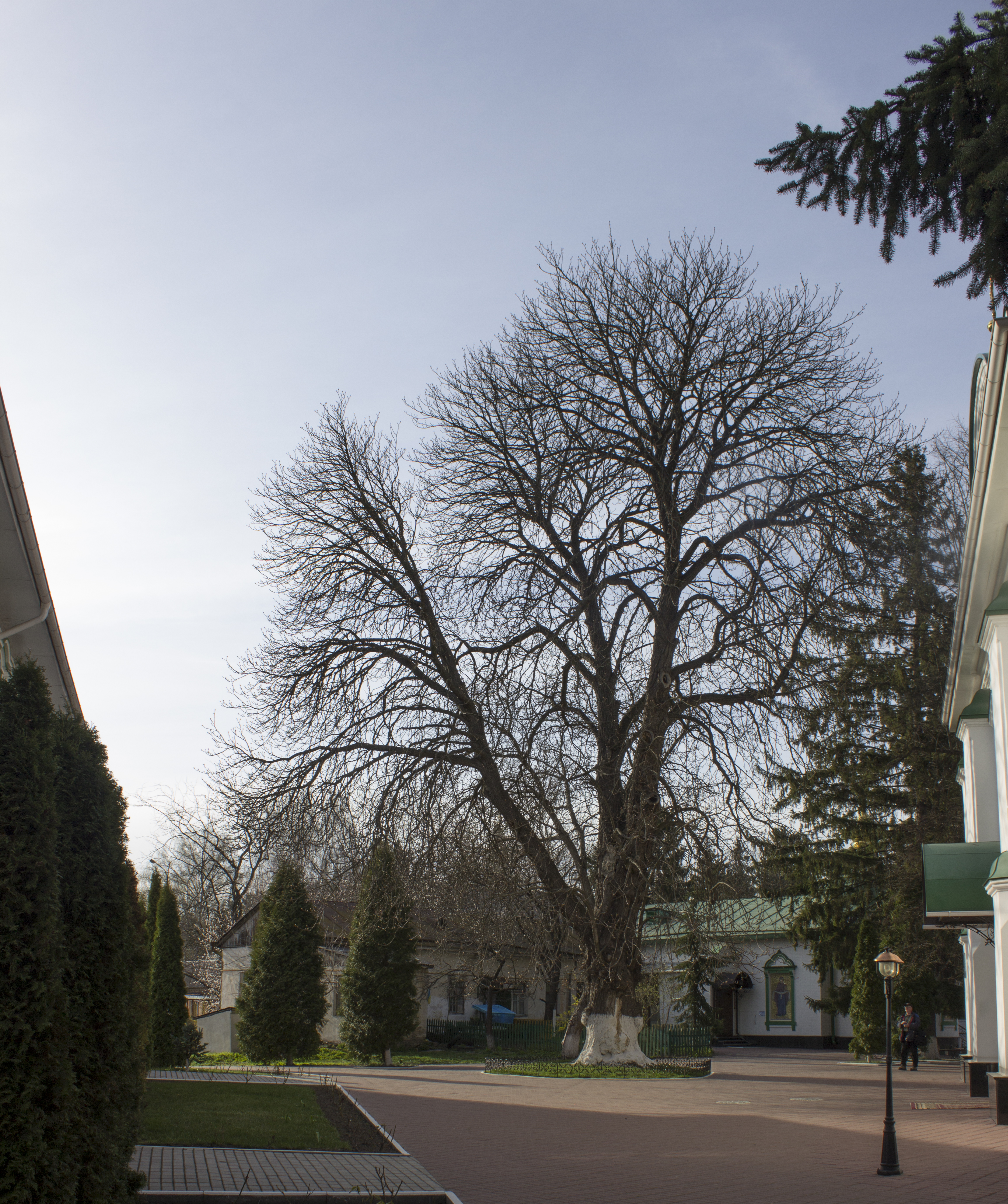
Вигляд ранньої весни

## Ресурси Інтернету
- Фотогалерея видатних вікових дерев міста Києва [Архівовано 12 Березня 2012 у WebCite]

## Виноски
1. 1 2 3 4   Шнайдер С. Л., Борейко В. Е., Стеценко Н. Ф. 500 выдающихся деревьев Украины. — К.: КЭКЦ, 2011. — 203 с.
2. ↑  Київські екологи продовжили на 100 років життя каштану Петра Могили » Київська міська організація Профспілки працівників освіти і науки України. Архів оригіналу за 3 Жовтня 2015. Процитовано 2 Жовтня 2015.